# István Lévai (pugile)
István Lévai (Győr, 23 giugno 1957) è un pugile ungherese, vincitore della medaglia di bronzo ai Giochi olimpici estivi di Mosca 1980 nella categoria dei pesi massimi.

## Palmarès
- Giochi olimpici estivi

Mosca 1980: bronzo nei pesi massimi;